# Норт-Бей 5
Норт-Бей 5 (англ. North Bay 5) — індіанська резервація в Канаді, у провінції Британська Колумбія, у межах регіонального округу Коламбія-Шушвап.

## Населення
За даними перепису 2016 року, індіанська резервація нараховувала 51 особу, показавши скорочення на 32,0%, порівняно з 2011-м роком. Середня густина населення становила 13,9 осіб/км².
З офіційних мов обидвома одночасно не володів жоден з жителів, тільки англійською — 50. Усього 5 осіб вважали рідною мовою не одну з офіційних, з них усі — одну з корінних мов.
Працездатне населення становило 55,6% усього населення, усі були зайняті.

## Клімат
Середня річна температура становить 8°C, середня максимальна – 23°C, а середня мінімальна – -10,3°C. Середня річна кількість опадів – 628 мм.
| Клімат поселення                              | Клімат поселення | Клімат поселення | Клімат поселення | Клімат поселення | Клімат поселення | Клімат поселення | Клімат поселення | Клімат поселення | Клімат поселення | Клімат поселення | Клімат поселення | Клімат поселення | Клімат поселення |
| Показник                                      | Січ.             | Лют.             | Бер.             | Квіт.            | Трав.            | Черв.            | Лип.             | Серп.            | Вер.             | Жовт.            | Лист.            | Груд.            |                  |
| Середній максимум, °C                         | 2,27             | 5,04             | 9,54             | 14,43            | 19,18            | 22,97            | 21,85            | 21,74            | 16,69            | 10,54            | 4,45             | −0,15            |                  |
| Середня температура, °C                       | −4,01            | −1,24            | 3,26             | 8,14             | 12,90            | 16,69            | 19,30            | 19,22            | 14,14            | 8,00             | 1,90             | −2,7             |                  |
| Середній мінімум, °C                          | −10,3            | −7,52            | −3,04            | 1,86             | 6,60             | 10,38            | 16,76            | 16,66            | 11,59            | 5,46             | −0,65            | −5,23            |                  |
| Норма опадів, мм                              | 64               | 36               | 35               | 40               | 57               | 61               | 51               | 42               | 42               | 50               | 76               | 74               |                  |
| Середньомісячна швидкість вітру, м/с          | 1.70             | 1.64             | 1.90             | 2.10             | 2.00             | 1.91             | 1.90             | 1.80             | 1.61             | 1.70             | 1.90             | 1.80             |                  |
| Середньомісячна сонячна радіація, кДж/м²·день | 3151             | 6391             | 11385            | 16359            | 20076            | 21690            | 22735            | 19334            | 13636            | 7751             | 3579             | 2486             |                  |
| --------------------------------------------- | ---------------- | ---------------- | ---------------- | ---------------- | ---------------- | ---------------- | ---------------- | ---------------- | ---------------- | ---------------- | ---------------- | ---------------- | ---------------- |
| Джерело:                                      |                  |                  |                  |                  |                  |                  |                  |                  |                  |                  |                  |                  |                  |